# Bad Langensalza
Bad Langensalza (pronunciación en alemán: /baːt ˌlaŋənˈzalt͡sa/ⓘ) es una ciudad en Alemania, en el estado federado de Turingia, que cuenta con 18.000 habitantes. 
Bad Langensalza está situada a orillas del río Unstrut, entre Mühlhausen en el noroeste y Erfurt en el sureste. Cuenta con un centro urbano medieval con dos iglesias mayores, la iglesia del mercado (Marktkirche) y la iglesia de la montaña (Bergkirche), y varias obras antiguas.

## Historia

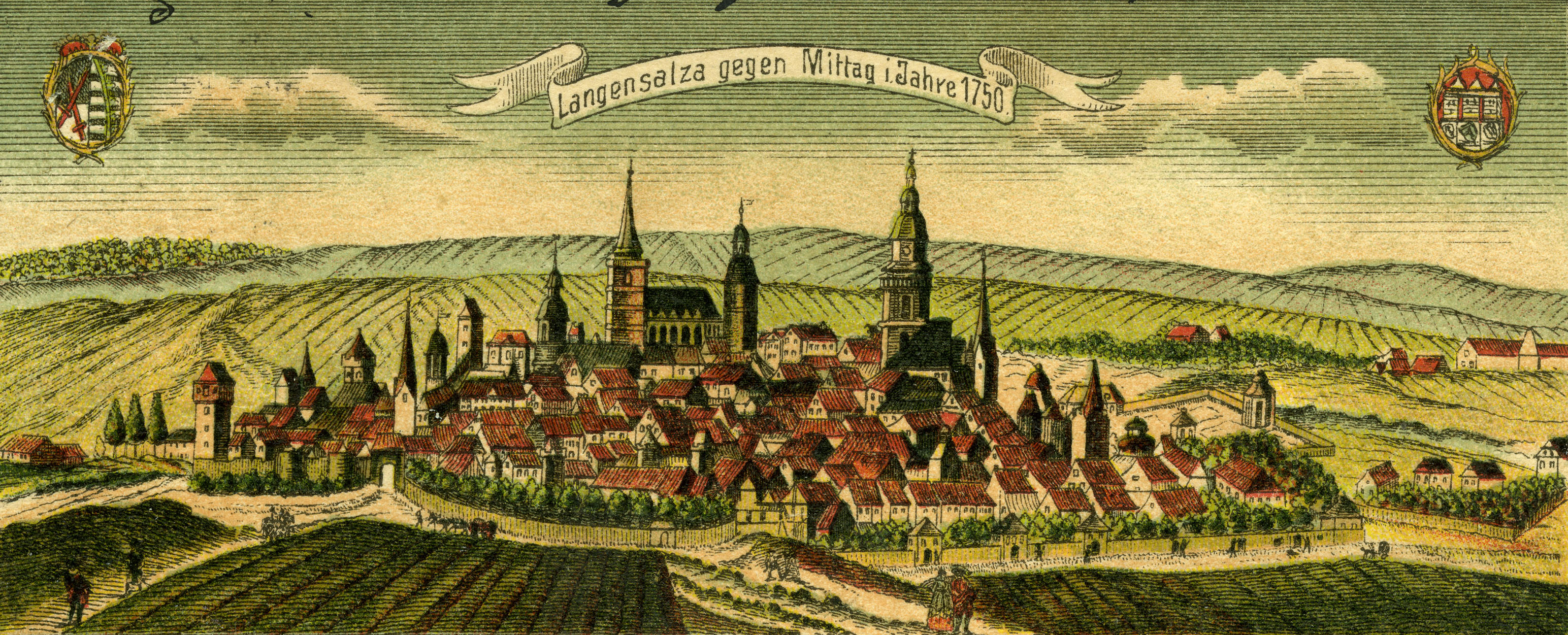
Langensalza en 1750.

La primera mención del pueblo data de alrededor del año 932, con el nombre de "Salzaha". El nombre del pueblo cambió a Langensalza en torno a 1578, y se añadió "Bad" (Balneario) en 1956.
En 1075, Langensalza fue el emplazamiento de una batalla, en la que el emperador Enrique IV del Sacro Imperio Romano Germánico venció a los rebeldes sajones y turingios.
El pueblo fue saqueado y dañado por incendios durante la guerra de los Treinta Años (c. 1632). Los incendios volvieron a dañar gran parte de Langensalza en 1711, siendo completamente destruido el ayuntamiento, que fue reconstruido entre 1742 y 1752.
Durante la guerra de los Siete Años (1756-1763), Langensalza volvió a ser el escenario de una batalla en febrero de 1761. En 1815, Langensalza fue incorporada a la provincia de Sajonia, del Reino de Prusia. En 1866, se libró una nueva batalla entre Prusia y Hanóver durante la guerra austro-prusiana.
Las tropas estadounidenses ocuparon la ciudad en 1945.
Desde 2002, en Bad Langensalza hay un jardín botánico.

## Hermanamientos
La ciudad de Bad Langensalza ha firmado vínculos de cooperación perdurables, en carácter de hermanamientos, con las siguientes ciudades:
- Montecarlo (Misiones), Provincia de Misiones, Argentina (26 de septiembre de 2019)[3]

## Galería

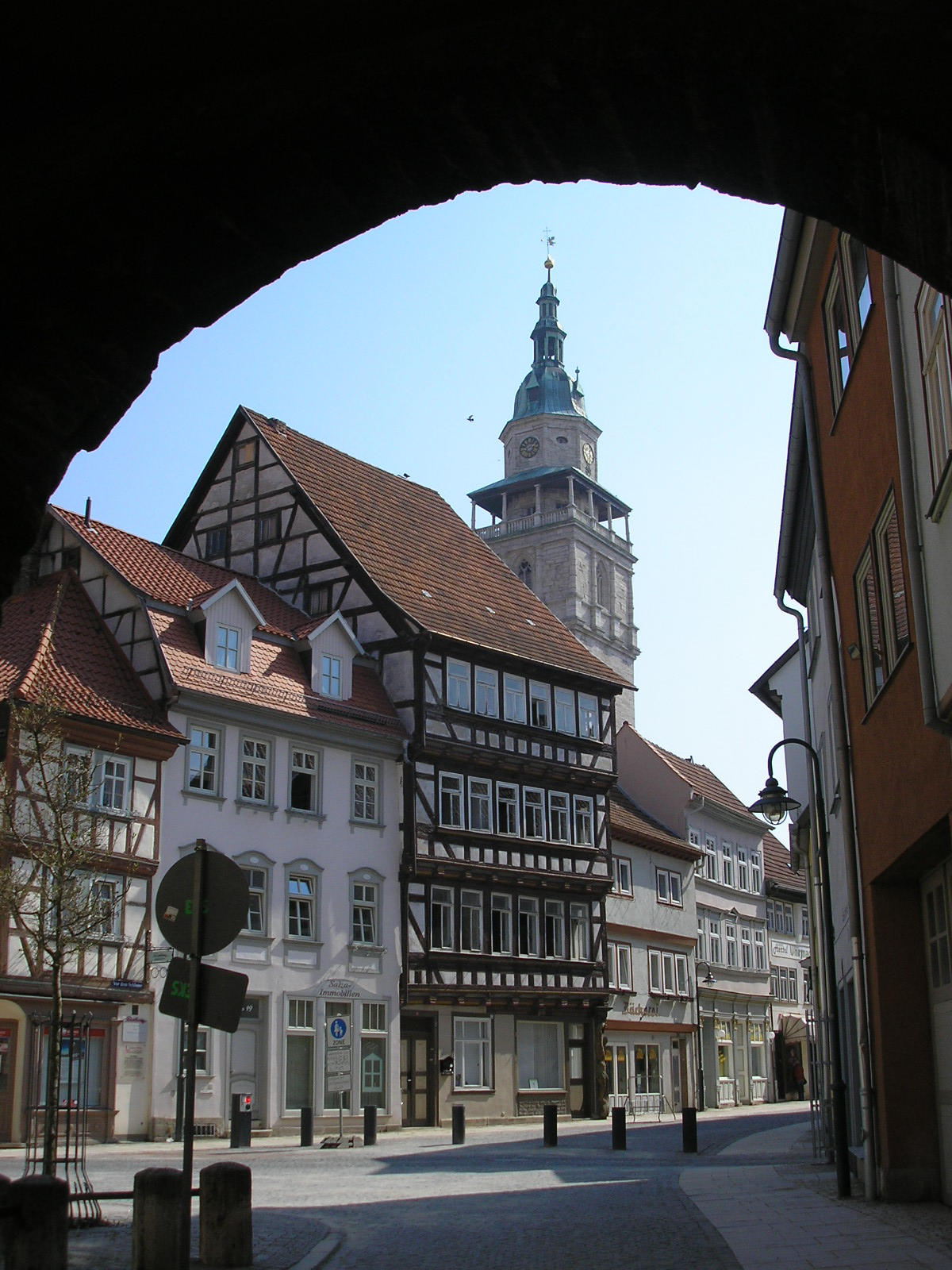
El centro
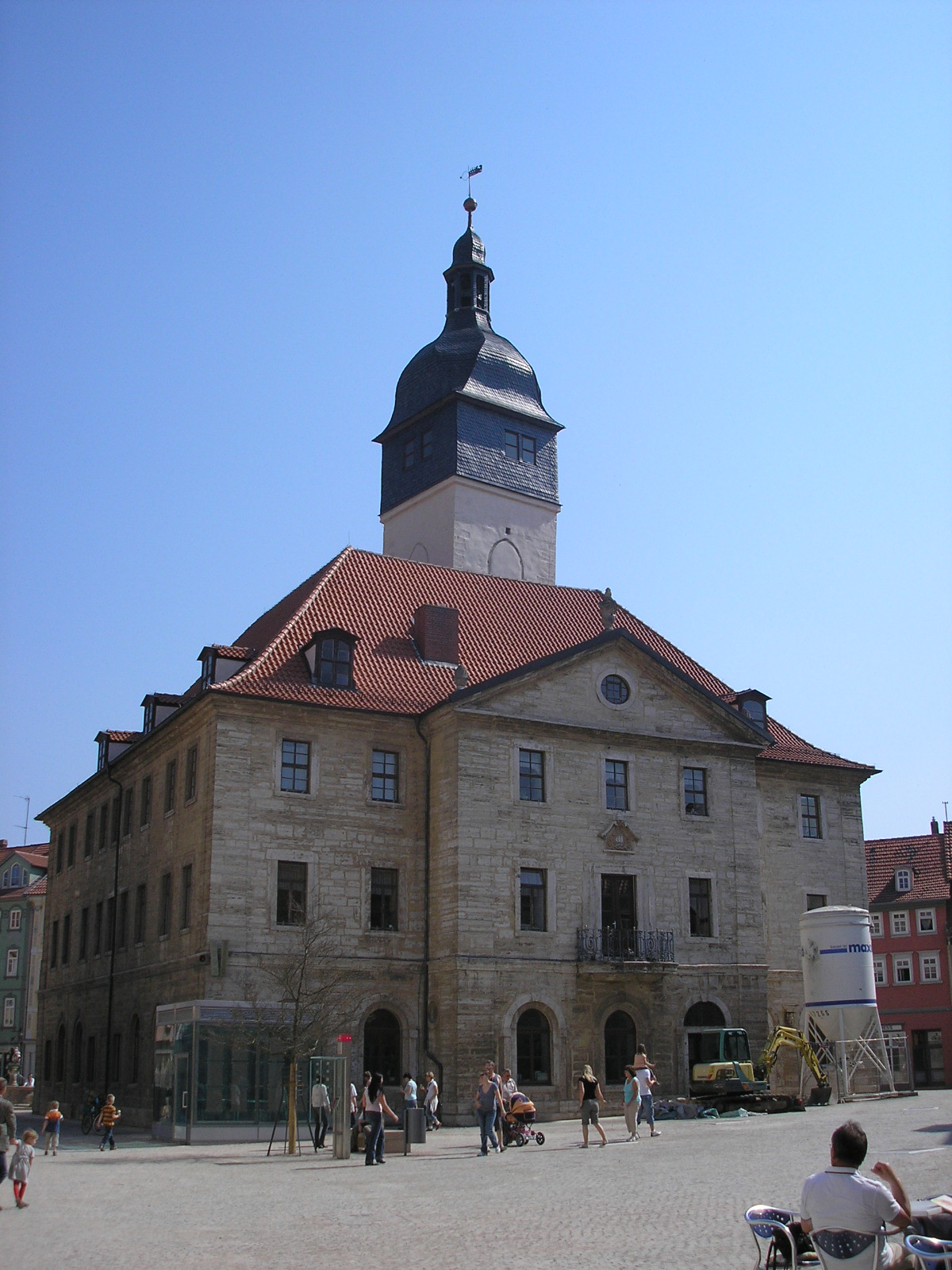
Ayuntamiento
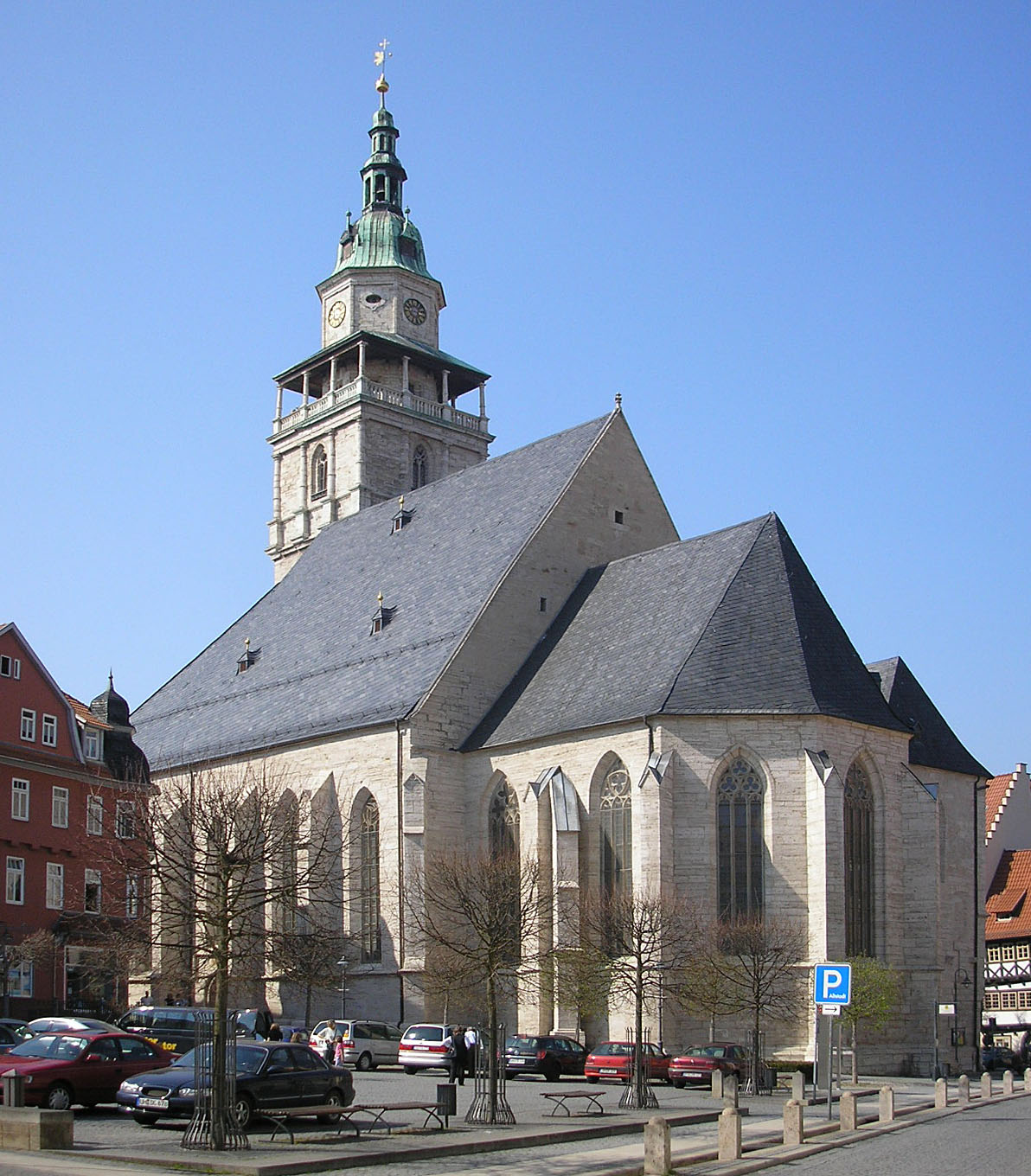
Iglesia del mercado
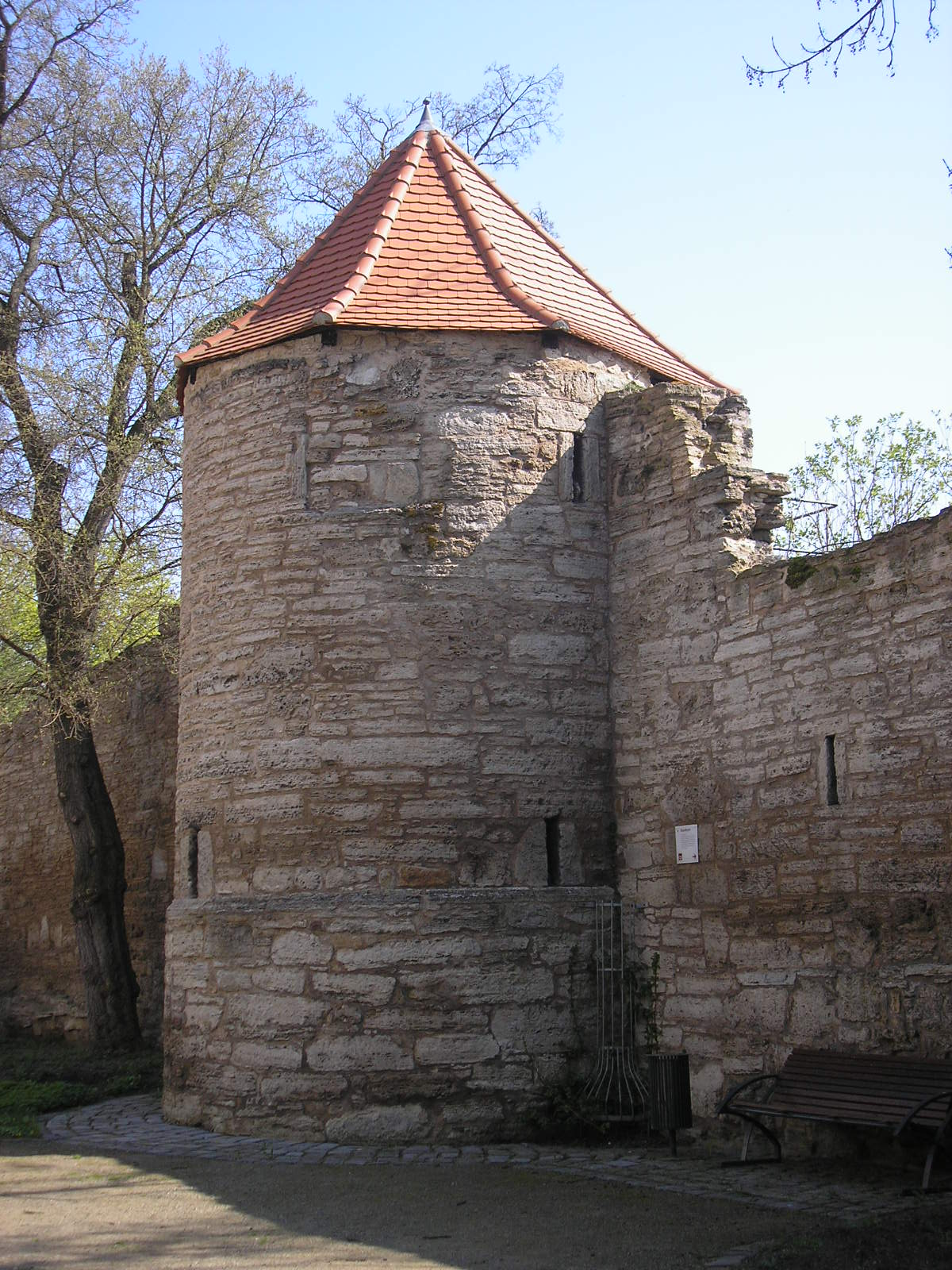
Muralla
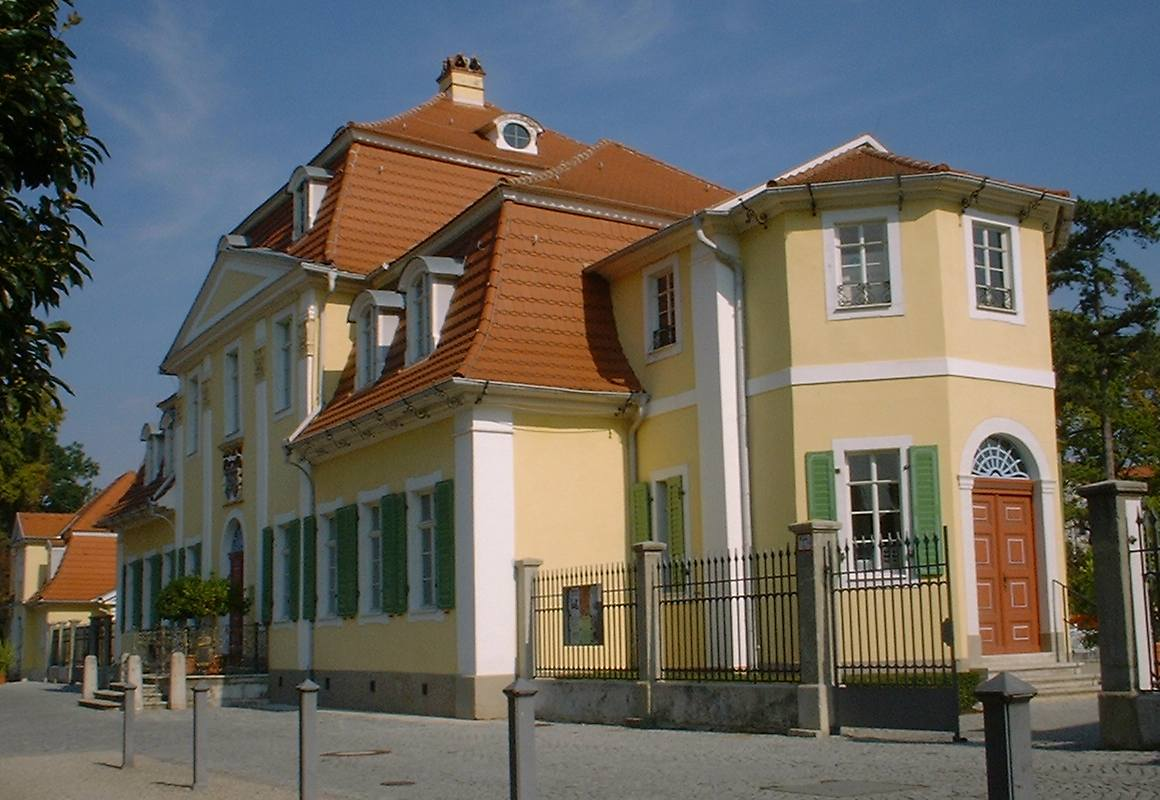